# Lidia Grigorjeva
Lidia Nikolajevna Grigorjeva (Russisch: Лидия Николаевна Григорьева) (Tsjoevasjië, 25 januari 1974) is een Russische langeafstandsloopster. Ze werd Russisch kampioene op de 10.000 m.

## Biografie

### Vele successen
Haar eerste succes behaalde Grigorjeva bij de Russische kampioenschappen van 2004 op de 10.000 m. Met een tijd van 31.01,15 veroverde ze een gouden medaille. In datzelfde jaar miste ze bij het wereldkampioenschap halve marathon in Edmonton met een vierde plaats op een haar na het podium. In 2005 won ze de marathon van Parijs in een tijd van 2:27.01.
Grigorjeva won in 2006 een bronzen medaille op de 10.000 m tijdens de Europese kampioenschappen in Göteborg met een tijd van 30.32,72 achter haar landgenote Inga Abitova en de Noorse Susanne Wigene. Deze tijd was voor haar een persoonlijk record en tevens de tiende beste tijd ooit gelopen door een Europese vrouw. Ze won dit jaar ook de marathon van Los Angeles in een tijd van 2:25.10.
In 2007 won Grigorjeva de Boston Marathon in een tijd van 2:29.18. In New York werd ze dat jaar vierde in 2:28.37. Een jaar later was zij opnieuw succesvol in de Verenigde Staten. Ditmaal zegevierde zij in de Chicago Marathon in 2:27.17.

### Schorsing
Op 29 juni 2016 maakte de IAAF bekend, dat Lidia Grigorjeva voor tweeënhalf jaar was geschorst vanwege een dopingovertreding. Over een lange periode waren bij haar verdachte bloedwaarden aangetroffen. De schorsingsperiode ging in op 16 februari 2016. Bovendien werden de prestaties die zij had geleverd tussen 17 april 2009 en 14 mei 2010 geschrapt. De inmiddels 42-jarige Russin hoefde echter haar titels en medailles niet in te leveren. Wellicht speelde hierbij de overweging mee, dat Grigorjeva door deze maatregel in elk geval aan het eind van haar atletiekcarrière is gekomen.
Grigorjeva is aangesloten bij Profsoyuzy.

## Titels
- Russisch kampioene 10.000 m - 2004

## Persoonlijke records
Outdoor
| Onderdeel   | Prestatie | Datum           | Plaats   |
| ----------- | --------- | --------------- | -------- |
| 1 Eng. mijl | 4.36,82   | 6 juni 2004     | Toela    |
| 3000 m      | 8.45,73   | 9 juli 2004     | Kazan    |
| 5000 m      | 15.17,21  | 25 juli 2004    | Toela    |
| 10.000 m    | 30.32,72  | 7 augustus 2006 | Göteborg |

Weg
| Onderdeel      | Prestatie | Datum           | Plaats         |
| -------------- | --------- | --------------- | -------------- |
| 5 Eng. mijl    | 25.49     | 20 maart 1999   | Virginia Beach |
| 10 km          | 32.32     | 26 juni 2005    | Jakarta        |
| 12 km          | 39.37     | 21 mei 2000     | San Francisco  |
| 15 km          | 48.59     | 4 oktober 2003  | Vilamoura      |
| 10 Eng. mijl   | 53.15     | 8 april 2001    | Washington     |
| 20 km          | 1:07.01   | 29 januari 2006 | Osaka          |
| halve marathon | 1:09.32   | 4 oktober 2003  | Vilamoura      |
| 25 km          | 1:24.09   | 29 januari 2006 | Osaka          |
| 30 km          | 1:44.49   | 4 november 2007 | New York       |
| marathon       | 2:25.10   | 19 maart 2006   | Los Angeles    |

Indoor
| Onderdeel | Prestatie | Datum            | Plaats |
| --------- | --------- | ---------------- | ------ |
| 3000 m    | 8.50,21   | 17 februari 2004 | Moskou |

## Palmares

### 3000 m
- 2004:  All-Russian Meeting in Toela - 8.49,77
- 2004:  Znamensky Memorial in Kazan - 8.45,73

### 5000 m
- 2000: 4e Znamensky Brothers Memorial in Sint-Petersburg - 15.37,64
- 2000:  Super Meet in Yokohama - 15.19,65
- 2004: 8e Russische kamp. - 15.17,21

### 10.000 m
- 1999:  Russische kamp. - 32.49,64
- 2000:  Russische kamp. - 31.30,83
- 2000: 9e OS - 31.21,27
- 2001: 5e Russische kamp.- 32.36,6
- 2003:  Russische kamp. - 30.57,83
- 2003: 16e WK - 31:49.41
- 2004:  Russische kamp. - 31.01,15
- 2004: 8e OS - 31:04.62
- 2005: 4e Russische kamp. - 31.20,58
- 2006:  Russische kamp. - 31.33,27
- 2006:  EK - 30.32,72
- 2007: 4e Russische kamp. - 32.03,02

### 5 km
- 1999:  AvMed Great Gainesville Road Race - 15.52

### 10 km
- 1998:  Say No to Drugs Holiday Classic in Clearwater - 33.07
- 1999:  Carolina First Reedy River Run in Greenville - 33.47
- 1999:  Azalea Trail Run in Mobile - 32.43
- 1999:  Bowling Green Classic - 33.30
- 1999:  Carrera Internacional Rio Cali - 33.13
- 2000:  Crescent City Classic in New Orleans - 32.21
- 2000:  CVS Cleveland - 32.18
- 2001:  Azalea Trail Run in Mobile - 32.58
- 2001: 4e Crescent City Classic in New Orleans - 32.55
- 2001:  CVS Cleveland - 32.19
- 2005:  Jakarta International - 32.32

### 15 km
- 1999:  Tulsa Run - 51.06
- 2000:  Tulsa Run - 50.44

### 10 Eng. mijl
- 1999:  Nortel Networks Cherry Blossom - 53.40
- 1999:  Crim - 54.24
- 1999: 4e SouthTrust Florida Running Festival - 55.18
- 2001:  Nortel Networks Cherry Blossom - 53.15
- 2006:  Credit Union Cherry Blossom - 52.11

### 20 km
- 1997: 4e Russische kamp. in Shchelkovo - 1:10.02
- 1999:  New Haven Road Race - 1:10.01

### halve marathon
- 1998: 4e halve marathon van Nizhniy Novgorod - 1:10.48
- 1998:  halve marathon van Moskou - 1:11.52
- 1998:  halve marathon van Jacksonville - 1:13.43
- 1998:  halve marathon van Orlando - 1:14.58
- 1999:  halve marathon van Napels - 1:12.33
- 1999:  halve marathon van Medellin - 1:11.39
- 1999:  Philadelphia Distance Run - 1:10.57
- 1999:  halve marathon van Jacksonville - 1:15.27
- 2000:  halve marathon van Indianapolis - 1:12.20
- 2000: 11e WK - 1:14.26
- 2001: 4e halve marathon van Monterrey - 1:12.38
- 2003: 4e halve marathon van Moskou - 1:13.58
- 2003: 4e WK - 1:09.32
- 2005: 7e WK - 1:11.01
- 2006:  halve marathon van Novosibirsk - 1:12.09
- 2006:  halve marathon van Novosibirsk - 1:12.09
- 2010: 17e halve marathon van Cheboksary - 1:18.21

### marathon
- 1997:  marathon van Tyumen - 2:42.25
- 1998:  marathon van Columbus - 2:41.04
- 1999:  marathon van Austin - 2:35.38
- 2000: 6e marathon van Houston - 2:38.11,0
- 2000: 4e marathon van Honolulu - 2:32.40
- 2004: 12e New York City Marathon - 2:34.39
- 2005:  marathon van Parijs - 2:27.01
- 2005: 8e New York City Marathon - 2:27.48
- 2006:  Marathon van Los Angeles - 2:25.10
- 2006: 5e New York City Marathon - 2:27.21
- 2007:  Boston Marathon - 2:29.18
- 2007: 4e New York City Marathon - 2:28.37
- 2008: 9e Boston Marathon - 2:35.37
- 2008:  Chicago Marathon - 2:27.17
- 2009: 6e Boston Marathon - 2:34.20
- 2009: DSQ Chicago Marathon - (was  in 2:26.47)
- 2010: 6e Marathon van Boston - 2:30.31
- 2011: 200?e marathon van Berlijn - 3:23.57
- 2011: 13e marathon van Istanboel - 2:56.38

### veldlopen
- 2000: 17e WK in Vilamoura - 27.15
- 2005: 14e EK in Tilburg - 20.26,  landenklassement